# Djibril Sidibé
Djibril Sidibé, född 29 juli 1992 i Troyes i Frankrike, är en fransk fotbollsspelare (försvarare). Han har tidigare representerat det franska landslaget.

## Klubbkarriär
Den 7 augusti 2019 lånades Sidibé ut till Everton på ett låneavtal över säsongen 2019/2020.

## Landslagskarriär
Sidibé debuterade för Frankrikes landslag den 1 september 2016 i en 3–1-vinst över Italien. Han vann VM-guld med Frankrike i VM 2018.